# Alexander von Benckendorff (generaal)
Alexander Kristoforovitsj graaf von Benckendorff (Russisch: граф Александр Христофорович Бенкендорф, Graf Aleksandr Christoforovitsj Benkendorf) (Reval (tegenwoordig Tallinn, Estland), 23 juni 1783 – Sint-Petersburg, 23 september 1844) was een Baltisch-Duitse Russisch Generaal der Cavalerie en staatsman (hij was lid van de Staatsraad van het Russische Rijk). Van tsaar Alexander I kreeg hij de titel van graaf.

## Levensloop
Alexander von Benckendorff stamde uit een adellijk Duits geslacht dat aan de Oostzee woonde. Deze Baltische edelen voelden zich verbonden met de Duitse, Zweedse en Russische vorstenhuizen. De Benkendorffs speelden in het Europa van de 19e eeuw een grote rol: zijn broer Konstantin von Benkendorff was generaal en diplomaat, zijn zuster Dorothea was gehuwd met Christoph Fürst von Lieven en hield in Parijs en Londen een invloedrijke 'salon'. Zijn achterneef en naamgenoot Alexander von Benckendorff was ook diplomaat.
In de oorlog tegen Napoleon was hij adjudant-generaal. Graaf von Benckendorff is in Nederland vooral bekend omdat hij, na Berlijn te hebben bevrijd en in de Volkerenslag bij Leipzig Napoleon te hebben verslagen, de Russische troepen die in 1813 Nederland bevrijdden commandeerde. Hij veroverde in 1813 Leuven en Mechelen en bevrijdde daar honderden krijgsgevangenen. Hierbij kwam hij eerst Nederland binnen bij de IJssel, viel Deventer en Zwolle aan. Vervolgens kreeg hij contact met opstandelingen in Amsterdam, waar hij een groep kozakken heen stuurde, en 600 infanteristen, die per schip vanaf Harderwijk naar Amsterdam konden doorsteken. Met veel bluf kon hij Amsterdam in opstand krijgen en de Fransen op de vlucht jagen.  Dit was tegen de orders van zijn overste, die deze bewegingen veel te riskant vond.  Het overige deel van zijn cavallerie en infanterie trok naar Amersfoort en vervolgens Utrecht, waar de Fransen snel op de vlucht sloegen nadat zij het nieuws over Amsterdam ook wisten. De eerste 300 kozakken arriveerden in Utrecht onder kolonel Kolonel Lev Alexandrovich Naryshkin, die de sleutels van de stad in ontvangs nam. De dag is in Utrecht nog lang gevierd als 'kozakkendag'.  Intussen was de Prins van Oranje na de verhalen van vluchtende Fransen al binnengehaald in den Haag en Amsterdam. Vervolgens trok hij door naar Rotterdam, en daarna Breda.
Hij organiseerde in 1823, na de onderdrukking van de opstand van de Dekabristen, de paramilitaire Russische gendarmerie. Graaf von Benckendorff was een vertrouweling van de tsaren en organiseerde hun geheime politie en de alomvattende Russische censuur op kranten, boeken, toneelstukken, muziek en brieven.
Benckendorff resideerde in een neogotisch kasteel, 'Fall' genoemd, nu 'Keila-Joa' geheten, in de omgeving van Tallinn.

## Militaire loopbaan
- Onderofficier: 1798[4]
- Vaandrig: 31 december 1798[4]
- Tweede luitenant: 7 oktober 1799
- Eerste luitenant: 22 november 1800
- Kapitein: 29 maart 1806
- Kolonel: 17 februari 1807[4] - 2 maart 1807
- Generaal-majoor: 16 september 1812 (anciënniteit 27 juli 1812)[4]
- Luitenant-generaal: 20 september 1821[4]
- Generaal der Cavalerie: 21 april 1829[4]

## Onderscheidingen
- Orde van Sint-Andreas de Eerstgeroepene
  - 1e klasse op 22 april 1834[4]
  - Diamanten op 16 april 1841[4]
- Orde van Sint-Vladimir
  - 1e klasse op 30 september 1828[4]
  - 2e klasse op 20 januari 1814[4]
  - 4e klasse op 12 september 1804[4]
- Orde van Sint-Alexander Nevsky op 25 december 1825[4]
  - Diamanten op 2 oktober 1827[4]
- Orde van Sint-George
  - 3e klasse op 17 februari 1813[4]
  - 4e klasse op 26 mei 1812[4]
  - 5e klasse op 22 juli 1811[4]
- Orde van Sint-Anna
  - 1e klasse op 29 oktober 1813[4]
  - Diamanten in 1814[4]
  - 2e klasse op 22 april 1807[4]
  - 3e klasse op 27 februari 1804[4]
- Soevereine Militaire Hospitaalorde van Sint-Jan van Jeruzalem en Malta in Rusland in 1800[4]
- Orde van de Zwarte Adelaar in 1833[4]
- Grootkruis in de Orde van de Rode Adelaar in 1813[4]
  - Diamanten in 1829[4]
- Pour le Mérite op 13 februari 1807[4]
- Grootkruis in de Orde van de Poolster in 1813[4]
- Grootkruis in de Koninklijke Orde van de Welfen in 1840[4]
- Huisridderorde van Sint-Hubertus in 1838[4]
- Grootkruis in de Orde van de Heilige Stefanus in 1833[4]
- Grootkruis in de Orde van de Witte Valk in 1838
- Orde van de Witte Adelaar in 1830[4]
- Gouden zwaard met de inscriptie: "Amsterdam en Breda" door de Koning van Nederland in 1814[4]
- Gouden zwaard met de inscriptie: "Voor prestaties in 1813" door de Britse prins-regent in 1814[4]
- Gouden zwaard "Voor Dapperheid" met Diamant in 1813[4]
- Onderscheiding voor XL jaren van onberispelijke dienst op 22 augustus 1840[4]
- Onderscheiding voor XXXV jaar onberispelijke dienst op 22 augustus 1836[4]
- Onderscheiding voor XXX jaar onberispelijke dienst op 22 augustus 1832[4]
- Onderscheiding voor XXV jaren van onberispelijke dienst op 22 augustus 1828[4]
- Zilveren medaille voor de verovering van Parijs op 19 maart 1814[4]
- Zilveren medaille ter nagedachtenis van de Oorlog van 1812[4]
- Zilveren medaille voor de Turkse oorlog van 1828-1829[4]
- Erelid van de Russische Academie van Wetenschappen op 29 december 1827[4]
- Ridder Grootkruis in de Orde van de Nederlandse Leeuw op 11 december 1840